# 阿布·卡拉姆·阿扎德
阿布·卡拉姆·阿扎德（英語：Abul Kalam Azad，阿拉伯语：‎．1888年11月11日—1958年2月22日），本名吴拉姆·毛希丁·艾哈迈德·本·海尔丁·侯赛尼，通称毛拉纳·阿扎德（Maulana Azad），阿拉伯裔印度人，生於奧斯曼帝國麥加的伊斯蘭學術世家，是印度獨立運動時期印度国民大会党的穆斯林領袖之一，一生致力于調和印度教徒與印度穆斯林聯合革命。印度獨立後出任首任教育部長（1947-58），是印度教育制度的奠基者。1923-24年任國大黨黨魁。
阿扎德的母語是阿拉伯語，出身伊斯蘭學術世家，自少習波斯語，隨後學會英語、烏爾都語、印地語、孟加拉語。兩度以烏爾都語辦報，亦以烏爾都語寫下多本鼓動革命的書籍。

## 早年
1890年（兩歲）舉家移民英屬印度加爾各答。

## 引用文獻
1. ↑  . Institute of Asian Studies.   [1 January 2013]. （原始内容存档于2013-01-28）. Maulana Abul Kalam Azad was born on November 11, 1888, in Mecca. He came back to Calcutta with his family in 1890.
2. ↑  Islam, Sirajul. . Islam, Sirajul; Jamal, Ahmed A.  (编).  Second. Asiatic Society of Bangladesh. 2012  [2018-03-06]. （原始内容存档于2021-01-15）.
3. ↑  Gandhi, Rajmohan. . USA: State University of New York Press. 1986: 219. ISBN 0-88706-196-6.